# Nabob
Nabob es una marca de café propiedad de Kraft Foods y vendida en Canadá desde 1896. Nabob produce varias mezclas diferentes de café que están disponibles en cualquier supermercado canadiense.

## Historia
The Nabob Coffee Company nació en Vancouver, Canadá, en 1896. Su café fue procesado y envasado en la fábrica de alimentos Kelly Douglas Limited. El nombre hace referencia al modismo anglo-indio nabob, un término usado para referirse a un hombre rico que hizo su fortuna en el Oriente durante la época colonial británica. 
La enseña fue adquirida en 1976 por la multinacional alemana Jacobs. Dos años después, la marca llegó al centro y al este de Canadá y en 1986 llegó hasta Quebec, la última provincia donde llegó el producto.
En 1994 fue vendida a la multinacional Kraft Foods.

## Tassimo
Desde 2006, Nabob ha sido la principal marca de café para la cafetería Tassimo en Canadá. Tassimo lanzó su sistema de elaboración de cerveza con Nabob T Discs utilizando el concepto de código de barras de Tassimo. Nabob ofrece doce tipos diferentes de discos Tassimo que van desde su mezcla de desayuno ligero hasta su espresso.  Los lattes y cappuccinos de Nabob incluyen un T Disc adicional de producto de leche condensada en la parte superior del propio disco de Nabob.

## Tipos de mezclas

### Tostados
- Nabob Full City Dark
- Nabob Golden Java Sumatra
- Nabob Gastown Grind
- Nabob Midnight Eclipse
- Nabob Espresso

### Medios
- Nabob Breakfast Blend
- Nabob Tradition
- Nabob Tradition Swiss Water Decaffeinated
- Nabob Summit 100% Colombian
- Nabob Summit 100% Colombian Swiss Water Decaffeinated
- Nabob Organic